# Heraios

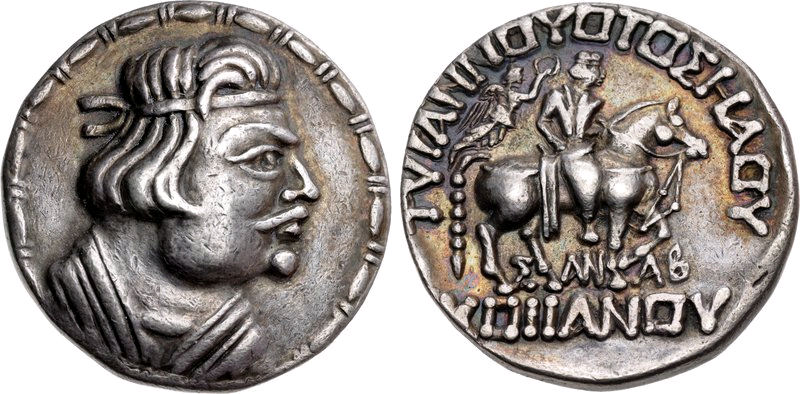
Tetradrachme met beeltenis van Heraios

Heraios (1-30 na Chr.) was heerser over Bactrië tijdens de overgang van het rijk van de Indo-Grieken naar het rijk van de Kushana.
Hij is alleen bekend van zijn munten. Hij zou mogelijk de vader kunnen zijn van Kujula Kadphises, de eerste vorst van Kushana.